# Vox Records
Vox Records est un label discographique américain de musique classique, anciennement basé à New York, dans l'État de New York, actif entre 1945 et 1978. Le nom du label provient du mot latin vox, qui signifie « voix ».
Un label homonyme, Vox Records (de), antérieur, a été fondé en Allemagne en 1921, sans lien avec celui-ci.

## Histoire
Vox est fondé dès 1945 à New York par George H. de Mendelssohn-Bartholdy (1912–1988), descendant de compositeur. Il commence sa production avec les disques 78 tours. La maison est spécialisée dans les pressages d'enregistrements de musique classique effectués en Europe. Vers 1960, c'est l'une des premières grandes maisons de disques à adopter l'enregistrement stéréo. La société a sorti en vedette la « Vox Box », compilations de musique pour piano de compositeurs tels que Chopin, Tchaïkovski et Ravel ; mais aussi l'intégrale des symphonies et de la musique d'orchestre de Rachmaninov ; de la musique d'orchestre rarement entendue de Tchaïkovski, Massenet et Rimski-Korsakov ; la musique d'orchestre du compositeur français, l'excentrique Erik Satie ; et l'une des collections les plus complètes de la musique du compositeur Américain Louis Moreau Gottschalk.
En France, la major Pathé-Marconi fonde en 1951 le label Pathé-Vox, fruit d'un accord de distribution entre les disques Pathé, label du groupe et la marque Vox.
Vox avait deux sous-labels : Turnabout fondé en 1965 et Candide, créé l'année suivante, qui portaient généralement sur la musique contemporaine. Au cours des dernières années, certains enregistrements Vox sont publiés par le label Excelsior Records.
Bien que Vox se soit spécialisée dans l'enregistrement importé, elle a également enregistré l'Orchestre symphonique de l'Utah avec Maurice Abravanel, le Saint Louis Symphony Orchestra avec Leonard Slatkin et Walter Susskind, le Minnesota Orchestra dirigé par Stanislaw Skrowaczewski, et le Cincinnati Symphony Orchestra avec Thomas Schippers, Walter Susskind et Michael Gielen. En 1962, Vox Production (George H. de Mendelssohn-Bartholdy) fonde avec Ricordi Records (M. Valcarenghi) et la Nouvelle agence de diffusion (Pierre Bourgeois), une plateforme commune de distribution baptisée Vox-Ricordi, chargée de vendre et de promouvoir conjointement leurs disques respectifs.
Au début des années 1970, Vox et ses filiales ont publié un certain nombre de disques compatibles quadriphonique/stéréophonique, enregistrements effectués à l'aide du système de matrice Sansui QS quadriphonic ; l'ambiance a pu être rendue par l'édition du CD, avec un amplificateur à décodage Dolby et quatre haut-parleurs. L'un des enregistrements était le premier album réalisé par le chœur et l'Orchestre symphonique d'Atlanta, dirigé par Robert Shaw, un double LP intitulé, Nativité.
Plusieurs de ces enregistrements ont ensuite été publiés sur CD. La société a poursuivi un programme de nouvelles versions, aussi, par des orchestres tels que l'Orchestre symphonique de Nouvelle Zélande. En 1978, Mendelssohn cède l'entreprise à Ira Moss du Moss Music Group, pour former un nouveau label, Pantheon, qui n'a vécu que quelque temps. En 1988, Moss Music Group vend le label à SPJ Music.

## Publications notables
Au cours de son existence, Vox a affiché une volonté peu commune d'explorer la littérature et un penchant pour couvrir de larges pans du répertoire et la publication d'intégrales. Durant les années 1950, Vox publie le premier enregistrement complet du cycle des Sonates pour piano de Schubert, interprété par le pianiste autrichien Friedrich Wührer ; il omet quelques fragments, mais figure la Sonate en ut Majeur, D. 840 (Reliquie) dans l'achèvement de Ernst Křenek, rarement enregistré. D'abord publié en disques séparés, avec une couverture uniforme, la série est parue plus tard, dans deux différentes présentation de coffret Vox de trois disques — un, avec des jaquettes d'or et des étiquettes rouges, pour l'enregistrement initial en mono, et l'autre, avec couvercles blancs et étiquettes violettes, pour la stéréophonisation électronique. Vox a par la suite, remplacé le cycle Wührer, avec un enregistrement en vraie stéréo, gravé par Walter Klien ; contrairement à son prédécesseur, ce coffret est réédité en CD, comme indiqué ci-dessous.
Vox a publié l'un des rares enregistrements complets du très rare troisième concerto pour piano de Tchaïkovski, reconstitué par Sergueï Taneïev (1856–1915), avec le pianiste Michael Ponti. Cette interprétation est contenue dans une « Vox Box » (sortie en 1991) mettant en vedette de Tchaïkovski, trois concertos pour piano et — rarement jouée — la Fantaisie de concert, op. 56, le tout joué par Ponti, avec l'Orchestre symphonique de Prague sous la direction de Richard Kapp (dans les premier et deuxième concertos et la Fantasie) et l'Orchestre de radio Luxembourg et Louis de Froment.
Vox a publié des enregistrements du compositeur français Darius Milhaud dirigeant lui-même le Philharmonique du Luxembourg, dans l'intégrale de ses symphonies. Igor Stravinsky a dirigé l'interprétation de son Concerto en ré pour violon et orchestre (VLP 6340).

## Catalogue
Une liste partielle des enregistrements Vox disponibles sur CD :
- 25 Classics Series
  - 25 Bach Favorites
  - 25 Baroque Favorites
  - 25 Beethoven Favorites
  - 25 Best Selling Favorites of All Time
  - 25 Candlelight Favorites
  - 25 Concerto Favorites
  - 25 Classical Favorites
  - 25 Classical Heartbreakers 
  - 25 Classical One Hit Wonders
  - 25 Guitar Favorites
  - 25 Handel Favorites
  - 25 More Beethoven Favorites
  - 25 More Mozart Favorites
  - 25 Mozart Favorites
  - 25 Piano Favorites
  - 25 Romantic Classics
  - 25 Romantic Moods
  - 25 Romantic String Favorites
  - 25 Sentimental Favorites
  - 25 Spanish Guitar Favorites 
  - 25 Symphony Favorites
  - 25 Tchaikovsky Favorites
  - 25 Thunderous Classics
  - 25 Ultimate Classics
  - 25 Vivaldi Favorites
  - 25 Wedding Favorites
- Early Romantic Piano Concertos - Clementi, Hummel, et al.
- Alfred Brendel joue Mozart avec Walter Klien
- Ionisation - Musique de Varèse, Penderecki et Ligeti
- Milhaud : 6 petites symphonies, etc. - Milhaud, Luxembourg RSO
- Beethoven : Variations & Vignettes pour piano - Alfred Brendel
- Americana - Siegmeister, Ines, Copland, Gould, Sousa
- Debussy : Musique pour piano vol. 1 - Péter Frankl
- Romantic Piano Concerto Vol 1 - Michael Ponti
- Manuel Barrueco - 300 ans de chefs-d'œuvre pour la guitare
- Gottschalk Festival - Eugene List, Igor Buketoff
- Saint-Saëns : Concertos pour cordes
- Mozart : Musique maçonnique - Maag, Equiluz, Rapf
- Alfred Brendel joue Schubert
- L'Esprit de France - La Musique de Satie
- Schubert : Sonates pour piano vol. 1 - Walter Klien
- Schubert : Sonates pour piano vol. 2 - Walter Klien
- Schubert : Sonates pour piano vol. 3 - Walter Klien
- Mozart : Sonates pour piano vol. 1 - Walter Klien
- Mozart : Sonates pour piano vol. 2 - Walter Klien
- Mozart : Douze grands concertos pour piano - Klien, Brendel, et al.
- Intégrale Gershwin : Œuvres pour piano et orchestre - Siegel
- Saint-Saëns : Œuvres pour piano - Dosse, Petit
- Le jeune [Alfred] Brendel - The Vox Years
- American as Apple Pie / Erich Kunzel, Cincinnati Pops
- Quatuors à cordes américains 1950-1970 - Concord String Quartet
- 20th Century Voices in America - Rochberg, Cage, Carter, etc.
- Aaron Rosand joue Ernst, Godard, Lehár, Hubay, Ysaÿe, et al.
- Abbey Simon joue Chopin : Études et Valses
- Alfred Brendel joue Beethoven, Sonates pour piano vol. I
- Alfred Brendel joue Beethoven, Sonates pour piano vol. II
- Alfred Brendel joue Beethoven, Sonates pour piano vol. III
- American Composers Series - American Orchestral Music
- American Composers Series - Homespun America
- American Composers Series - Musique de Samuel Barber
- American Composers Series - The Incredible Flutist
- L'art de Ruggiero Ricci
- Bach : 24 Préludes et fugues, vol. 2 - Anthony Newman
- Bach : Suites pour orchestre, etc. - Kehr, Faerber, et al.  Box Set
- Bartók : Musique pour piano seul / György Sándor
- Beethoven : Musique de chambre avec flûte - Jean-Pierre Rampal
- Beethoven : Variations Diabelli, Bagatelles, etc. - Brendel
- Alfred Brendel joue Beethoven, Sonates pour piano vol. IV
- Biber : Sonates du Rosaire - Susanne Lautenbacher, Ewerhart, Koch
- Brahms, Mendelssohn et al. - Kalichstein-Laredo-Robinson Trio
- Brahms : Quatuors à cordes, etc. - Tokyo String Quartet
- Brendel joue Mozart et Haydn - Concertos pour piano
- Chavez : Les symphonies - Mata, London SO
- Chopin : Œuvres pour piano - Abbey Simon
- Chopin : Sonates, Ballades, Scherzos, etc. - Abbey Simon
- Concord String Quartet - Haydn, Dvořák, et al.